# Clara Berenbau
María Clara Berenbau Giuria o Clarita Berenbau (Montevideo, 7 de noviembre de 1980 - Montevideo, 24 de abril de 2013) fue una comunicadora, locutora, columnista, actriz, escritora y periodista uruguaya.

## Biografía
En 2005, contrajo matrimonio con Daniel «Cuqui» Yaquinta en la Iglesia La Candelaria de Punta del Este. Fueron padres de dos hijos el 24 de abril de 2012, Salvador y Guadalupe. 
Trabajó en televisión y condujo los programas "Vamos", emitido por Canal 12, "Cuatro Estaciones" y "Tiempo de Campo", estos dos últimos de Canal 5. Fue columnista de espectáculos en los programas de TV "Hola Vecinos" y "Arriba Gente" en Canal 10. En radio condujo "Viva la Tarde". En teatro protagonizó la obra "Estoy sola porque quiero". 
En  2007 le fue diagnosticado cáncer de mama. 
En 2011 la editorial Palabra Santa publicó Vivir con él donde Clara Berenbau relató en forma autobiográfica su experiencia con el cáncer.
Falleció el 24 de abril de 2013 a los 32 años, en Montevideo.

## Premios
- 2004 y 2005, Ganadora del premio Joven Sobresaliente a mejor conductora.
- 2007 y 2010, Premio Iris a la más elegante.
- 2008, Premio Taliche al periodismo de investigación.
- 2011, Premio Iris a mejor revista radial por “Viva la Tarde”.
- 2010, Ganadora del premio Mujer del Año a mejor periodista en radio.